# Guira guira
Guira guira là một loài chim trong họ Cuculidae.

## Hình ảnh

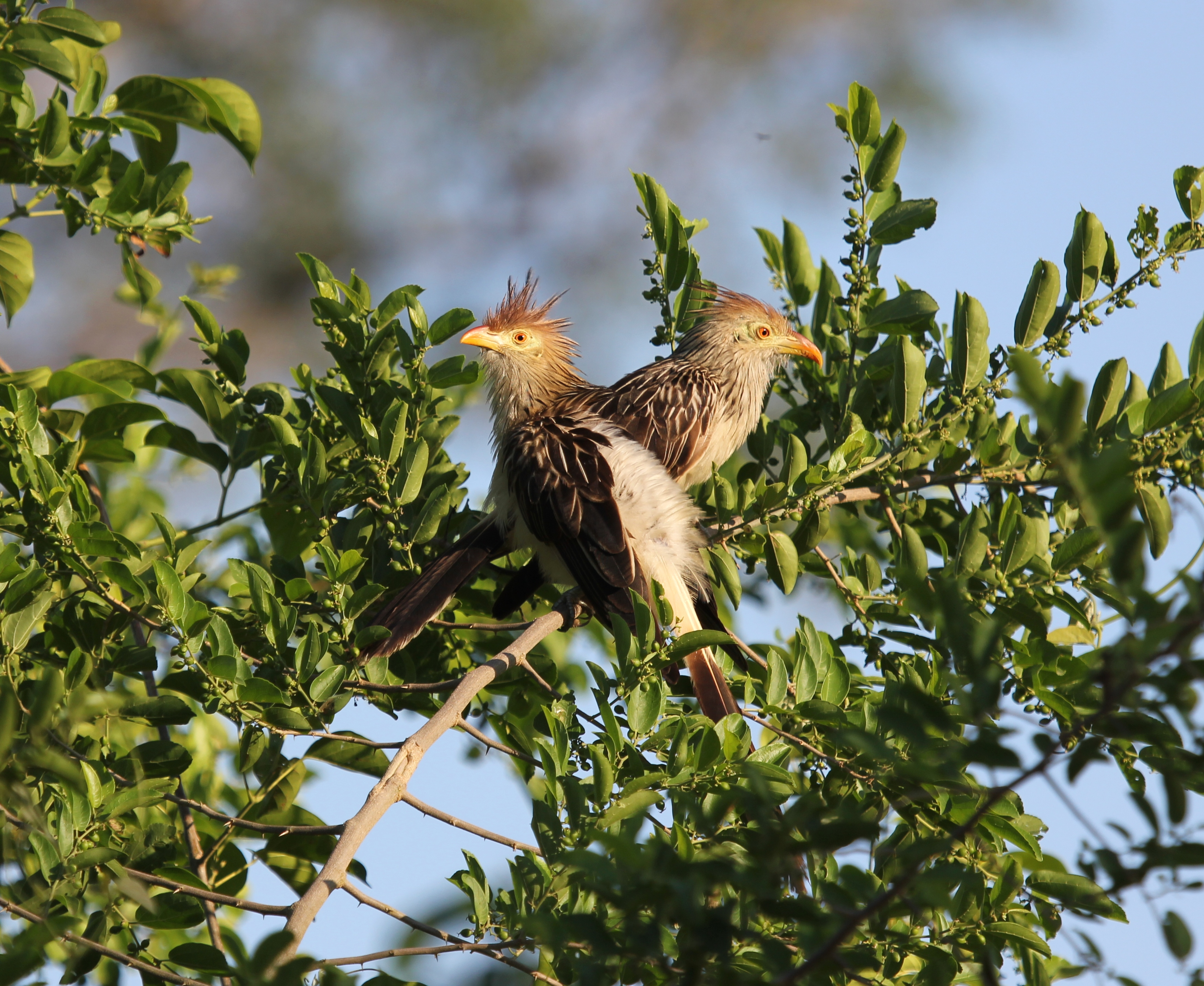
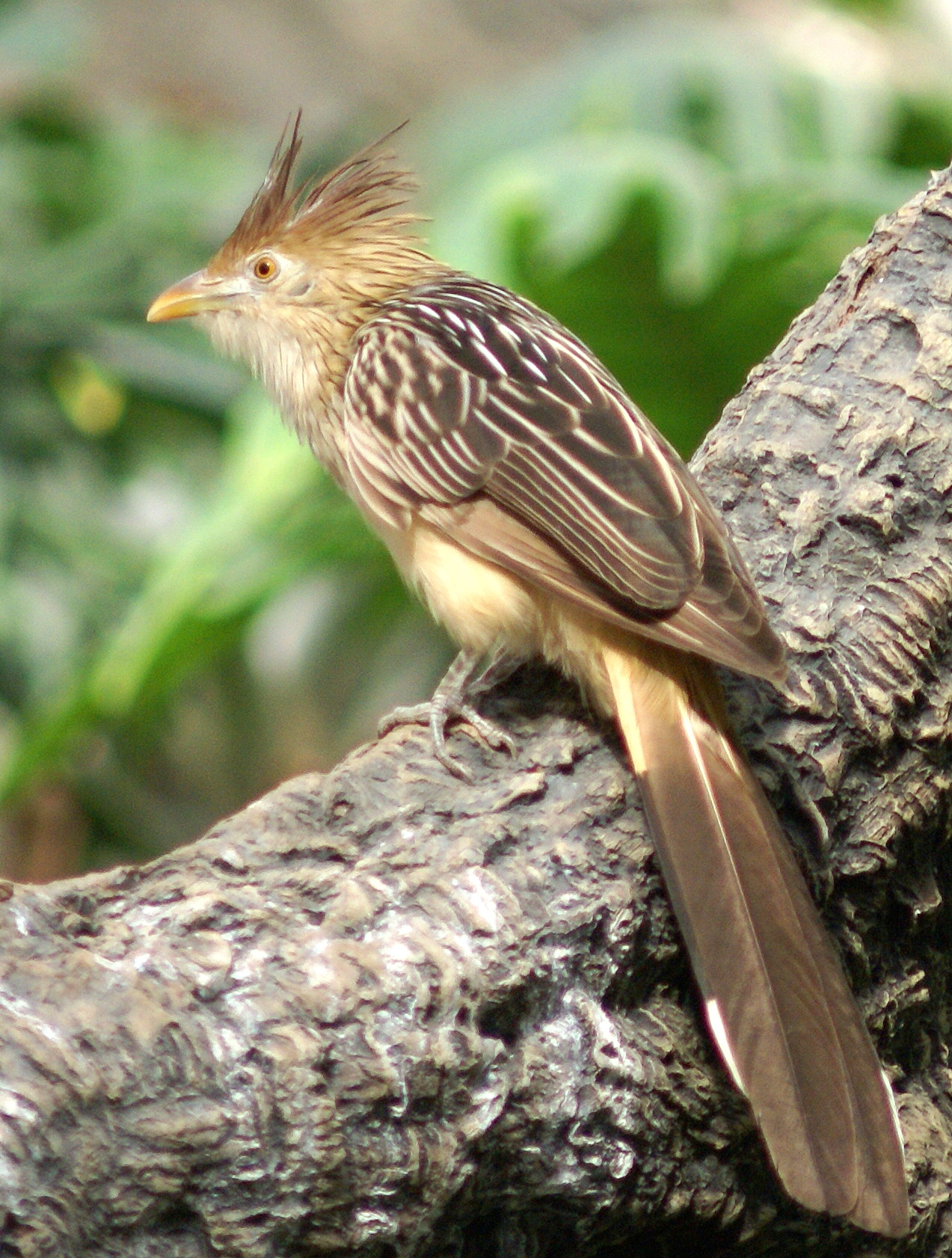
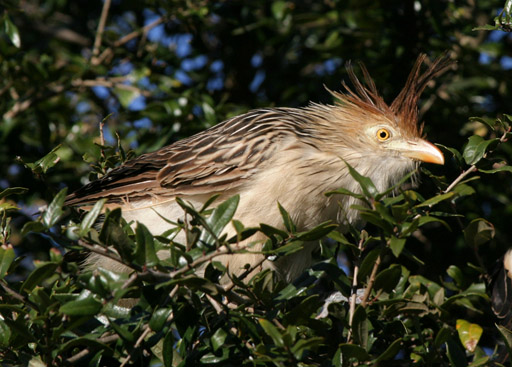
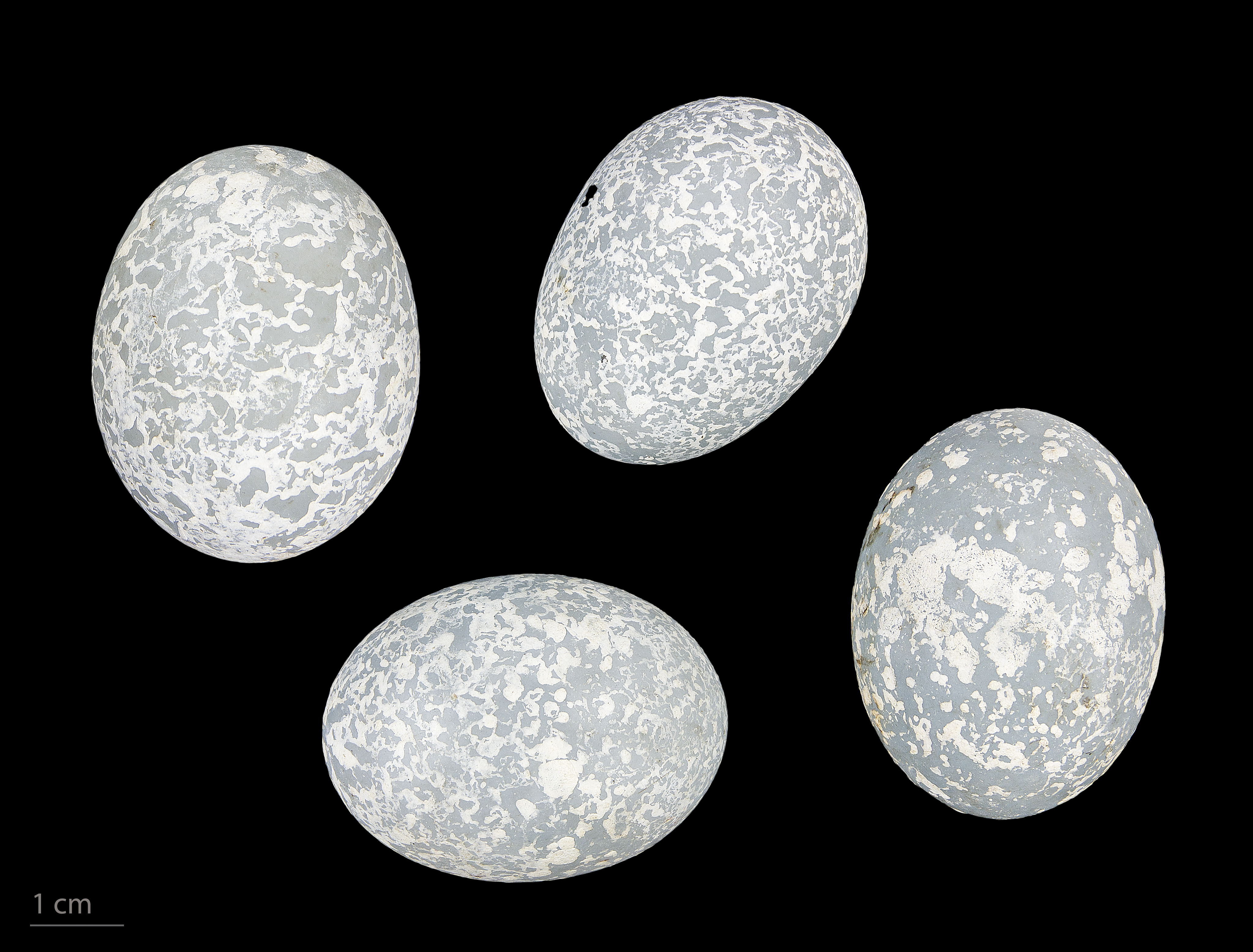
Museum specimen - Argentina